# Blå nemesia
Blå nemesia (Nemesia versicolor) är en flenörtsväxtart som beskrevs av Ernst Meyer och George Bentham. Blå nemesia ingår i släktet nemesior, och familjen flenörtsväxter. Inga underarter finns listade i Catalogue of Life.